# Dead on Arrival
Dead on Arrival (Mrtvý po převozu) je druhý singl skupiny Fall Out Boy z jejich alba Take This to Your Grave. Píseň byla uvolněna jen pro digitální stahování a gramofonové desky.
Videoklip byl sestříhán z různých záběrů skupiny během koncertů a cestování po USA. Jak později řekli, klip má znázorňovat jejich stesk po domově.

## Úryvek textu
This is side one
Flip me over
I know I'm not you're favorite record
The songs you grow to like never stick at first
So I'm writing you a chorus, and here is your verse